# انتخابات المجلس الوطني الاتحادي 2006
انتخابات المجلس الوطني الاتحادي 2006، هي أول انتخابات للمجلس الوطني الاتحادي الإماراتي، حيث تم انتخاب نصف أعضاء المجلس الوطني من قبل الشعب مباشرة، في حين تم تعيين النصف الآخر.
أجريت الانتخابات البرلمانية لأول مرة في دولة الإمارات العربية المتحدة في الفترة من 16 إلى 20 ديسمبر 2006 لانتخاب نصف أعضاء المجلس الوطني الاتحادي الأربعين. تم التصويت في أبو ظبي والفجيرة في 16 ديسمبر، وفي دبي ورأس الخيمة في 18 ديسمبر، وفي الشارقة وعجمان وأم القيوين في 20 ديسمبر.

## النظام الانتخابي
يتألف أعضاء المجلس الوطني الاتحادي الأربعون من 20 عضواً منتخباً و20 عضواً يعينهم حكام كل إمارة.
أُجريت الانتخابات باستخدام نظام الهيئة الانتخابية، حيث سُمح لـ 6,595 فقط من بين أكثر من 300,000 مواطن على مدى 18 عامًا بالتصويت، منهم 1,163 امرأة.
بلغ عدد أعضاء الهيئات الانتخابية (6595) عضواً، حيث بلغت نسبتهم في إمارة أبوظبي 26.4%، وفي إمارة دبي 23%، وفي إمارة الشارقة 15.4%، وفي إمارة عجمان 6.6%، وفي إمارة أم القيوين6.1%، وفي إمارة رأس الخيمة 16%، وفي إمارة الفجيرة 6.3%.
| الإمارة                               | نسبة أعضاء الهيئة الانتخابية بإجمالي الهيئات | نسبة المشاركة العامة |
| ------------------------------------- | -------------------------------------------- | -------------------- |
| أبو ظبي                               | 26.5%                                        | 60%                  |
| دبي                                   | 23%                                          | 71.05%               |
| الشارقة                               | 15.4%                                        | 82.20%               |
| عجمان                                 | 6.6%                                         | 85.09%               |
| أم القيوين                            | 6.1%                                         | 88.83%               |
| رأس الخيمة                            | 16%                                          | 78.98%               |
| الفجيرة                               | 6.3%                                         | 90.41%               |
| عدد أعضاء جميع الهيئات                | 6595                                         |                      |
| نسبة المشاركة العامة على مستوى الدولة | 74.4%                                        |                      |

## عدد المرشحين
بلغ عدد المترشحين لعضوية المجلس الوطني الاتحادي من كافة إمارات الدولة 456 مرشح، بواقع 100 مرشح عن أبوظبي شكلوا نسبة 21.9%، و82 عن دبي بنسبة 18%، و101 عن الشارقة بنسبة 22.1%، و24 عن عجمان بنسبة 5.3%، و29 عن أم القيوين بنسبة 6.4%، و83 عن رأس الخيمة بنسبة 18.2%، و37 عن الفجيرة بنسبة 8.1%

## عملية التصويت
أول تجربة انتخابية في الدولة اعتمدت اللجنة الوطنية للانتخابات عملية التصويت الإلكتروني بدل الاقتراع التقليدي، من خلال استخدام تقنيات الحاسب الآلي لتسجيل وتخزين بيانات المرشحين والناخبين، والتحقق من هوية الناخبين لمباشرة التصويت إلكترونياً، ثم فرز وعد الأصوات لكل مرشح، وهي عملية تتميز بالدقة والسرعة.

## النتائج
انتخبت امرأة واحدة فقط (أمل القبيسي في أبو ظبي) وكان ثمانية من بين الأعضاء المعينين الذين تم الإعلان عنهم في 4 فبراير 2007. وكانت أم القيوين الإمارة الوحيدة التي لا يوجد فيها تمثيل نسائي. اجتمع المجلس الوطني الاتحادي المنتخب حديثاً للمرة الأولى في 12 فبراير 2007، وانتخب عبد العزيز الغرير رئيساً له.

## الوصلات الخارجية
- اللجنة الوطنية للانتخابات